# Lluís Domènech i Montaner

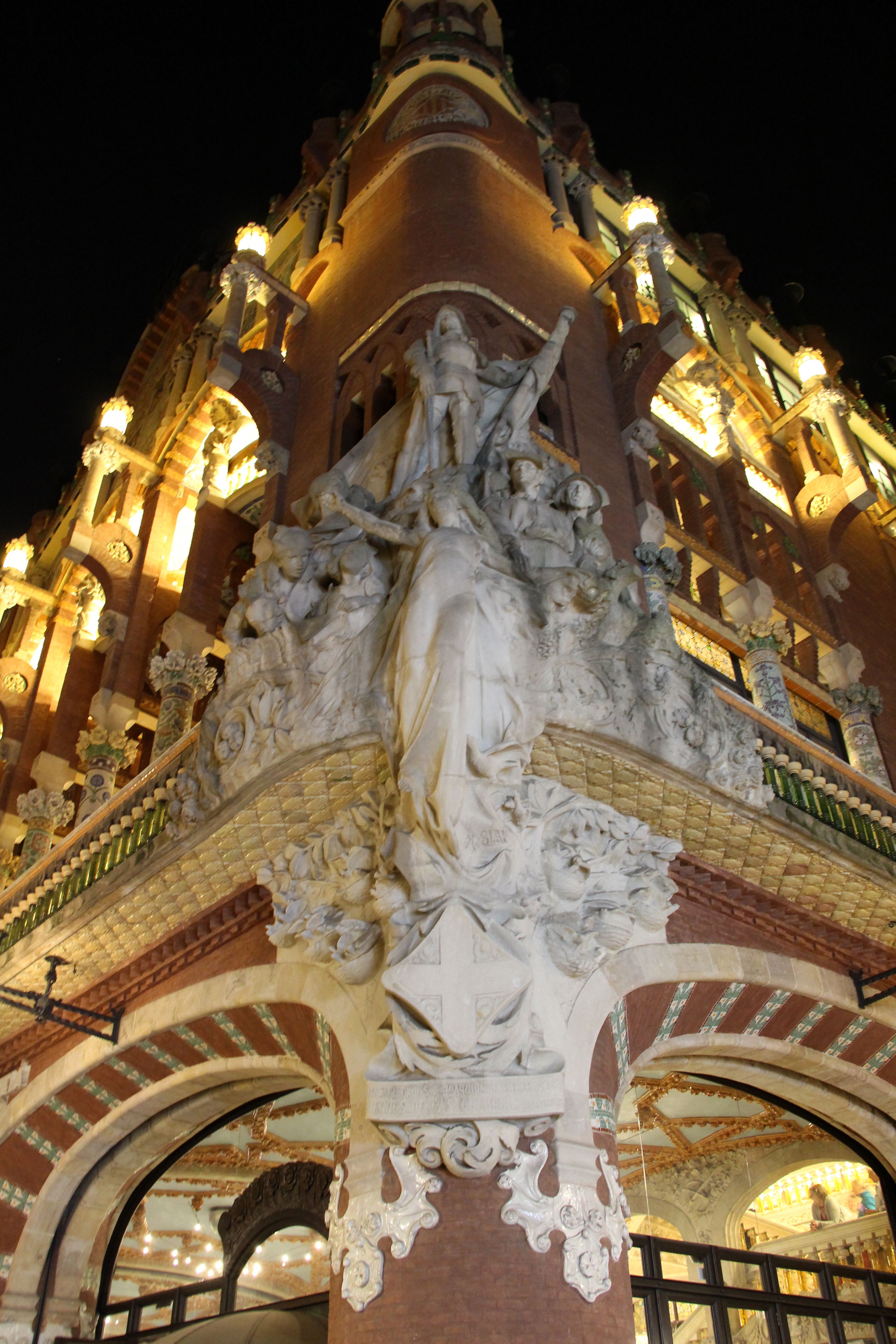
Palau de la Música Catalana

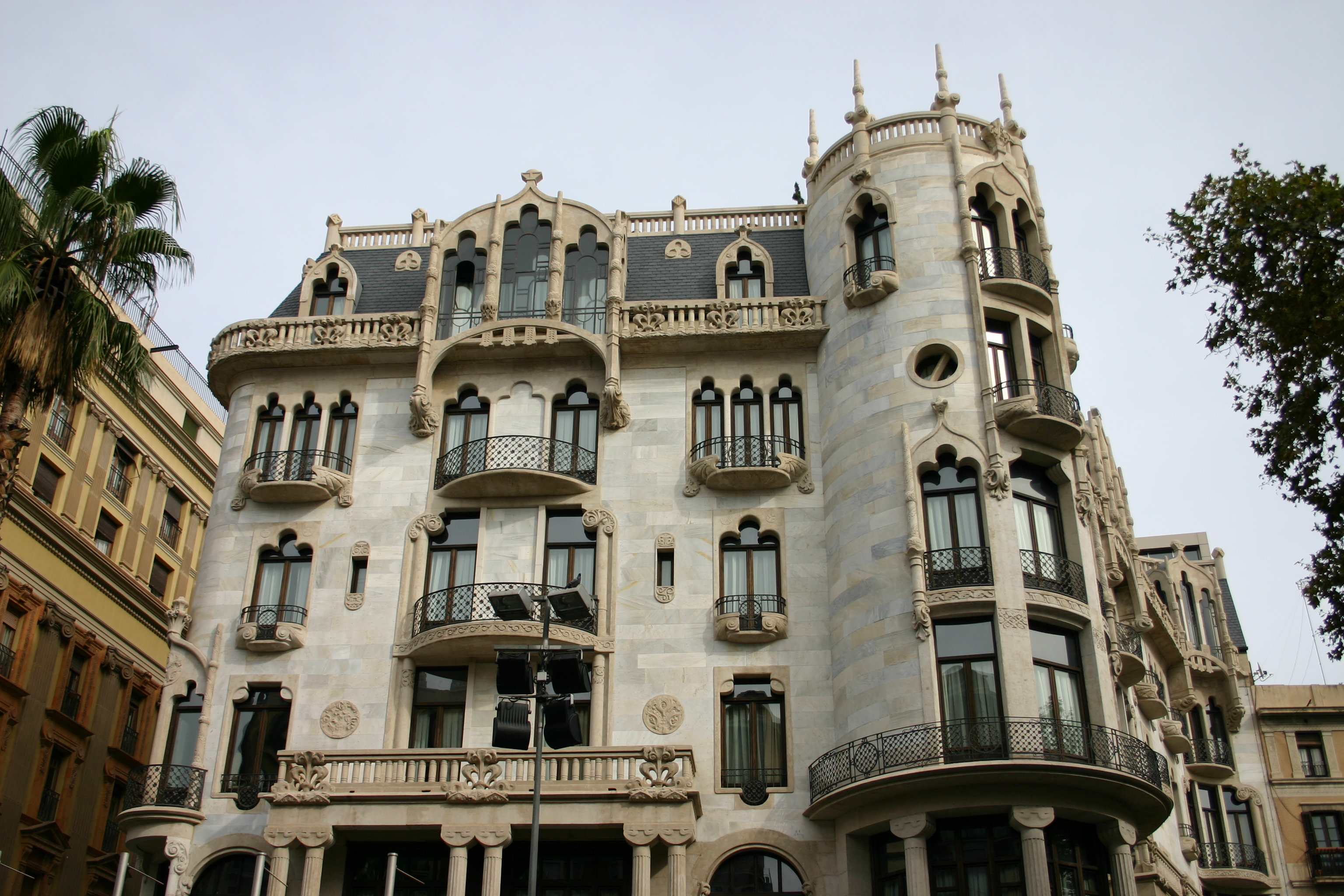
Casa Fuster w Barcelonie

Lluís Domènech i Montaner (ur. 21 grudnia 1849 w Barcelonie, zm. 27 grudnia 1923 tamże) – kataloński polityk i architekt, jeden z najwybitniejszych przedstawicieli katalońskiej secesji.

## Życiorys
Od najmłodszych lat Montaner wykazywał zainteresowanie architekturą. Ukończył stosowne studia i w późniejszych latach kierował Colegio de Arquitectura de Barcelona (gdzie nauczał m.in. Gaudiego). Dzięki swej pozycji wywarł duży wpływ na katalońską secesję. Autor artykułu En busca d’una arquitectura nacional (kat. W poszukiwaniu architektury narodowej) w czasopiśmie La Renaixença, manifeście modernizmu katalońskiego.
W 1892 przewodniczył zgromadzeniu, które przygotowało Bases de Manresa, dokument będący fundamentem autonomii katalońskiej.
Jako architekt realizował dzieła, które łączyły funkcjonalność z nadzwyczajnymi elementami zdobniczymi, zainspirowanymi sztuką hispano-arabską i z krzywiznami charakterystycznymi dla katalońskiej secesji. W obecnym Muzeum Zoologii, zbudowanym pierwotnie jako restauracja (Zamek trzech smoków) na Wystawę Światową w 1888, połączył elementy żelazne z ceramiką. Tę metodę rozwinął później projektując Pałac Muzyki Katalońskiej (Palau de la Música Catalana) – arcydzieło bogate w mozaiki, elementy ceramiczne i witraże.
W przeciwieństwie do innych twórców katalońskiej secesji (np. Gaudiego) Domènech stopniowo skłaniał się ku coraz lżejszym formom, pozostając jednak wiernym bogatej ornamentyce swoich dzieł.
Dwie budowle zaprojektowane przez Domènecha – Pałac Muzyki Katalońskiej oraz Szpital św. Pawła w Barcelonie trafiły na listę światowego dziedzictwa UNESCO.

## Ważne dzieła
- Palau de la Música Catalana (Barcelona) – wpisany na listę światowego dziedzictwa UNESCO
- Szpital św. Pawła w Barcelonie – wpisany na listę światowego dziedzictwa UNESCO
- Casa Fuster (Barcelona)
- Casa Lamadrid (Barcelona)
- Casa Lleó Morera (Barcelona)
- Casa Thomas (Barcelona)
- Museu de Zoologia (Barcelona)
- Editorial Montaner i Simón (Barcelona) – obecnie mieści Fundację Antoniego Tàpiesa
- Palau Ramon Montaner (Barcelona)
- Ateneu Obrer (Canet de Mar, Barcelona)
- Castell de Santa Florentina (Canet de Mar, Barcelona)
- Casa Roure (Ca la Bianga) (Canet de Mar, Barcelona)
- Restaurant la Misericòrdia (Canet de Mar, Barcelona)
- Casa Solà Morales (Olot, Barcelona)
- Casa Gasull (Reus, Tarragona)
- Casa Navàs (Reus, Tarragona)
- Casa Rull (Reus, Tarragona)
- Instytut Pere Mata (Reus, Tarragona)
- cmentarz w Comillas (Kantabria)
- Fuente de los Tres Caños (Comillas, Kantabria)
- Universitat Pontifícia (Comillas, Kantabria)